# Hall Monoped
Hall Monoped – unikatowy samolot sportowy zaprojektowany przez Charlesa Halla na potrzeby osobiste jako prywatny samolot pasażerski.
Monoped był jednosilnikowym, górnopłatowym, dwuosobowym samolotem pasażersko-sportowym. Górnopłatowe skrzydło samolotu opierało się na zastrzałach. Napęd stanowił sześciocylindrowy, chłodzony powietrzem silnik rzędowy typu Ranger o mocy 125 KM z metalowym śmigłem Hamilton-Standard. Nazwa samolotu nawiązywała do jego unikatowego, jednośladowego podwozia głównego składającego się z wciąganego w locie koła Goodyear o średnicy 22 cale i szerokości 10,4 cali (ok. 560 x 264 mm) i mniejszego koła ogonowego, pod skrzydłami znajdowały się jeszcze po jednym mniejszym kole stabilizującym.
W samolocie zastosowano także rzadko spotykany układ sterowy z wolantem zwisającym z sufitu kabiny.
Monoped mierzył około 7,62 m długości i 9,75 m rozpiętości, jego prędkość maksymalna wynosiła około 210 km/h. Jego właściwości pilotażowe było określane jako „przemiłe”.
Samolot został zniszczony w katastrofie lotniczej koło Hopewell 21 sierpnia 1936 kiedy uderzył w drzewo, za jego sterami zasiadał Charles Hall który zginął w katastrofie, samolot miał wylatane około 530 godzin.